# Friedrich Tuta
Friedrich Tuta (* 1269; † 16. August 1291 auf Schloss Hirschstein) aus dem Geschlecht der Wettiner war ab 1285 Markgraf von Landsberg und von 1288 bis 1291 Markgraf der Lausitz sowie Regent der Markgrafschaft Meißen.
Herkunft und Bedeutung des Beinamens „Tuta“ sind ungeklärt und nicht überliefert, er bedeutet wahrscheinlich „der Stammler“.

## Leben
Friedrich wurde 1269 als Sohn des Markgrafen Dietrich des Weisen von Landsberg geboren. Er erhielt zu seinen väterlich ererbten Ländern, die er 1285 übernahm, nach dem Tode Heinrichs des Erlauchten 1288 auch die Markgrafschaft Lausitz; letztere machten ihm jedoch einige Zeit die Söhne Albrechts des Entarteten, Friedrich der Freidige und Dietrich IV. streitig. 1289 kaufte er einen Teil Meißens und das Territorium von Friedrich Clem.
Friedrich Tuta starb am 16. August 1291 im Alter von 22 Jahren auf Schloss Hirschstein, mit Kirschen vergiftet und ohne männlichen Nachkommen; so soll der Ausspruch „Mit dem ist nicht gut Kirschen essen“ entstanden sein. Beerdigt wurde er in Weißenfels.

## Ehe und Nachkommen
Friedrich hinterließ seine Witwe Katherina (gestorben und beerdigt 1303 in Weißenfels) und die Tochter Elisabeth.
Seine Besitzungen fielen an Dietrich IV. und dessen Bruder Friedrich den Freidigen.